# Dialekty balearskie

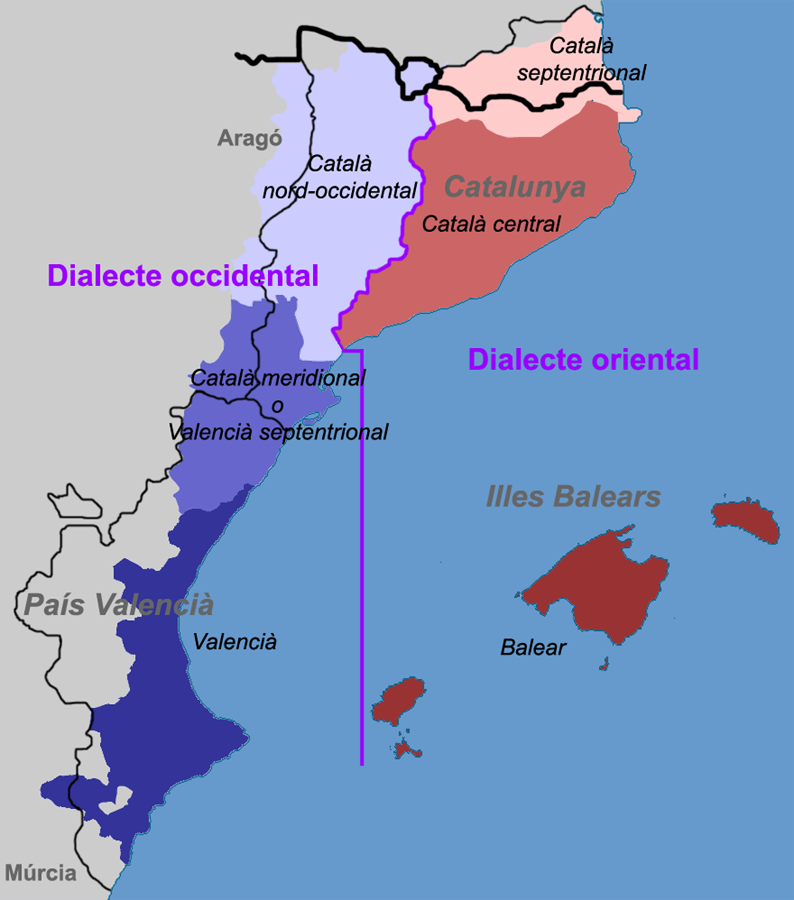
Dialekty języka katalońskiego

Dialekty balearskie – zbiorcze określenie grupy wschodnich dialektów języka katalońskiego, używanych przez mieszkańców Balearów. Użytkownicy tych dialektów zazwyczaj określają je przymiotnikowymi nazwami poszczególnych wysp: mallorquí (Majorka), menorquí (Minorka) i eivissenc (Ibiza i Formentera).